# Nicky Gumbel

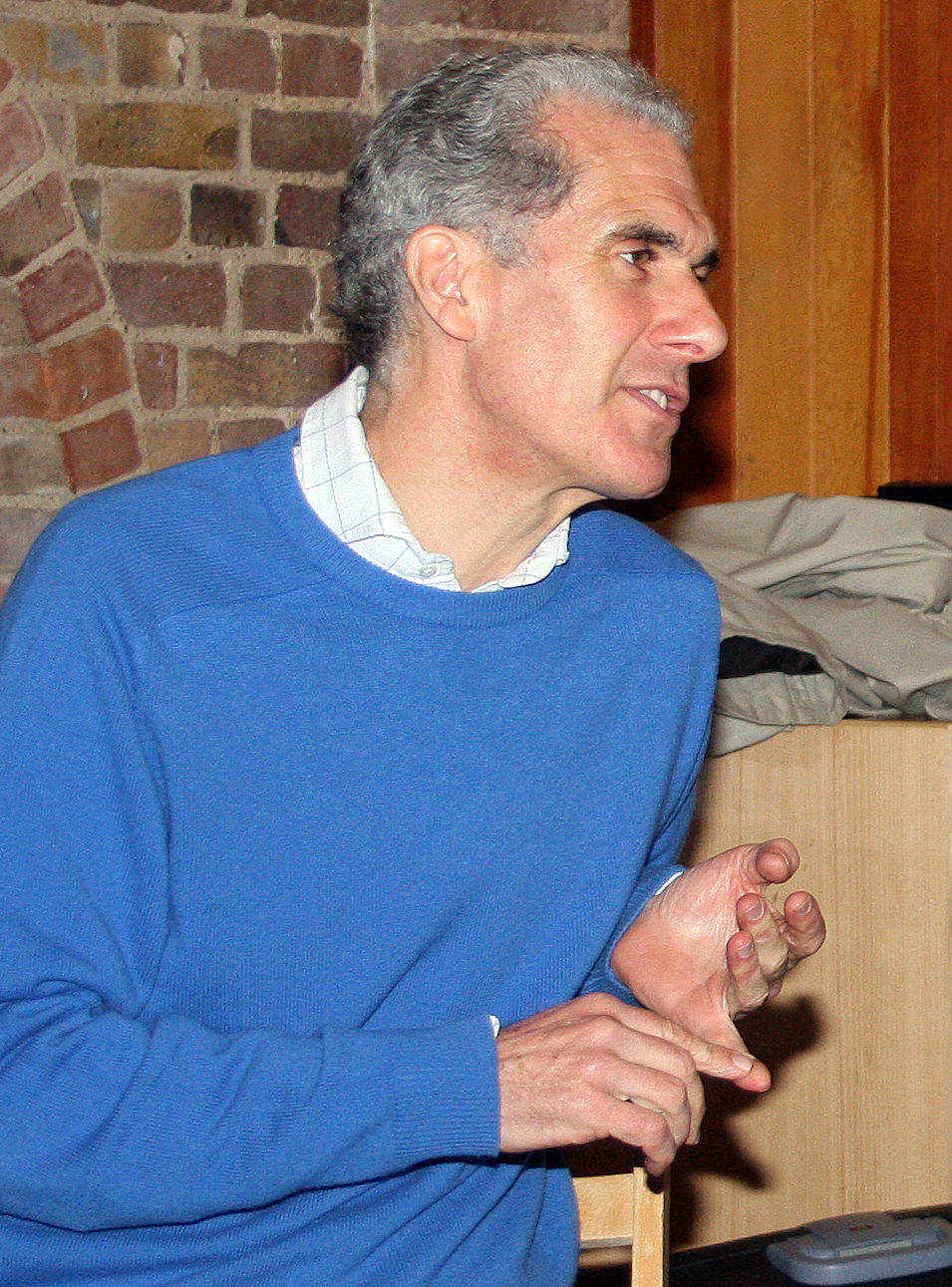
Nicky Gumbel

Nicholas (Nicky) Glyn Paul Gumbel (* 28. April 1955 in London) ist britischer anglikanischer Priester und Buchautor. Er ist vor allem als Weiterentwickler und Förderer des Alpha-Kurses bekannt geworden, einer grundlegenden Einführung in den christlichen Glauben.

## Leben und Wirken
Nicky Gumbel ist der Sohn des 1903 in Heilbronn geborenen Walter Gumbel, der seit 1929 in Stuttgart als Rechtsanwalt tätig war. 1933 entzogen die Nationalsozialisten Walter Gumbel, weil er Jude war, die Berufszulassung. Gumbel emigrierte daraufhin nach Großbritannien, wo er 1935 eine Zulassung als Barrister erlangte.
Nicky Gumbel erhielt eine Ausbildung am Eton College und am Trinity College in Cambridge. 1976 machte er dort seinen MA in Jura und folgte zunächst seinem Vater in dem Beruf als Barrister-at-Law. 1983 begann er am Wycliffe Hall in Oxford Theologie zu studieren. Als ehemaliger Rechtsanwalt schloss sich Gumbel 1986 dem Team der Holy Trinity Brompton Church in London als Prokurist an. 1987 wurde er zum Priester geweiht. 1990 übernahm er die Alpha-Kurse von Nicky Lee, die in der Holy Trinity Brompton Church entwickelt und dort seit 1973 durchgeführt worden sind.
Gumbel wurde im September 2005 zum leitenden Pfarrer (englisch: vicar) der Holy Trinity Brompton Church ernannt, nachdem sein Vorgänger Reverend Prebendary Sandy Millar zum Bischof geweiht worden war. 2022 trat er altershalben zurück, am 24. Juli fand in seiner Kirche, die 4000 wöchentliche Gottesdienstbesucher hat, ein Abschiedsgottesdienst für ihn statt. 
Nicky Gumbel ist Autor vieler Bücher, die den Alpha-Kurs betreffen, einschließlich Fragen an das Leben, das weltweit über 750.000 mal verkauft und in 48 Sprachen veröffentlicht wurde. In diesem Buch sind seine Vorträge veröffentlicht. 1993 fand in der Holy Trinity Brompton Church die erste Alpha-Konferenz für Kirchenführer statt, an der etwa 1.000 Führungskräfte teilnahmen. Daraufhin verbreitete sich der Alpha-Kurs in Großbritannien und in weiteren 168 Ländern in den verschiedensten Kirchen, einschließlich in katholischen und orthodoxen Kirchen. Insgesamt besuchten 30 Millionen Menschen einen Alpha-Kurs, die in 170 Sprachen durchgeführt wurden. Im Jahr 2009 begannen seine Frau und er in ihrer Kirchgemeinde ein Programm, die Bibel in einem Jahr durchzulesen. In Form von Kurztexten, Podcasts, einer Applikation und einer Website gaben sie Impulse dazu weiter.

## Ehrungen
2007 erhielt Gumbel für seine Verdienste um die anglikanische Kirche einen Ehrendoktortitel der Universität Gloucester.

## Familie
Gumbel ist mit Pippa verheiratet.

## Schriften (Auswahl)
- The God Who Changes Lives, 1996 und 1998.
- Is the Trinity Unbiblical, Unbelieveable and Irrelevant?, 2002; Searching Issues Series, 2013.
- Christianity: Boring, Untrue and Irrelevant?, 2003.
  - Christsein - langweilig, unwahr oder unattraktiv?, 2004.
- Da Vinci Code, a Response, 2005.
  - Das Sakrileg unter der Lupe. Antworten auf Dan Browns Theorien, Gerth, Asslar 2006.
- Und wenn es ihn doch gibt?: Warum es sinnvoll ist, mit Gott zu rechnen, 2010.
- Alpha. Questions of Life: An Opportunity to Explore the Meaning of Life, Alpha Books, 2010 (viele Auflagen).
  - Fragen an das Leben, Gerth Medien, Asslar, 1999, ISBN 3-89490-282-5 (Neuer Untertitel: Eine praktische Einführung in den christlichen Glauben, 2010 und 2023).
- A Life Worth Living, 2011, 2015 und 2017.
  - Leben, das sich lohnt, 2003.
- Why Did Jesus Die? Questions of Life, 2011.
- How Does God Guide Us? Questions of Life, 2011.
- How Can I Resist Evil? Questions of Life, 2011.
- Holy Spirit, Questions of Life, 2011.
- Why and How Should I Read the Bible? Questions of Life, 2011.
- Why and How Do I Pray? Questions of Life, 2011.
- Searching Issues: Tough Questions, Straight Answers, Alpha Books, 2011 und 2018.
  - Fragen über Fragen, Gerth Medien, Asslar 2014 und 2020.
- Searching Issues: Is There Anything Wrong with Sex Before Marriage?, 2011.
- Searching Issues: Why Does God Allow Suffering, 2011.
- What About the New Spirituality?, Searching Issues Series, 2013.
- Is There A Conflict Between Science & Christianity?, Searching Issues Series, 2013.
- What About Other Religions?, Searching Issues Series, 2013.
- Why Does God Allow Suffering?, 2017.
- Why Jesus?, 2017 und 2021.
- mit Charlie Mackesy: Why Easter?, 2017 und 2023.
- The Jesus Lifestyle: Practical Guidelines for Living Out Jesus' Teachings, Alpha Books, 2018.
- A Life Worth Living: Live a Life of Purpose, Passion and Joy, Alpha Books, 2018.
- Telling Others: The Alpha Initiative, Alpha Books, 2018.
- mit Karen Sawrey: The Infographic Bible: Visualising the Drama of God’s word, William Collins, 2018.
- 30 Days: A practical introduction to reading the Bible, Alpha Books, 2019.
- mit Pippa Gumbel: The Bible in One Year – a Commentary by Nicky Gumbel, Bible Commentairies, 2019, 2020 und 2022 (Englischer Bibelkommentar).
- Why Christmas?, 2020 und 2023.
  - Warum eigentlich Weihnachten?, 2001.